# Ruptiliocarpon caracolito
Ruptiliocarpon caracolito é uma e a única espécie do género Ruptiliocarpon, da família Lepidobotryaceae e é endémica no Suriname, Colômbia, Costa Rica e Peru.